# Marina Orschel
Marina Orschel (* 14. Juli 1937 in Berlin) ist eine ehemalige deutsche Schönheitskönigin und Schauspielerin. 1955 wurde sie Miss Neue Welt, 1956 Miss Berlin.

## Leben
Am 21. Juni 1956 wurde die Berliner Gymnasiastin (altsprachlicher Zweig) und Ballettschülerin in Baden-Baden zur Miss Germany gekrönt. Beim „Intelligenztest“ brillierte sie, indem sie Homers Odyssee im griechischen Original rezitierte.
Bei der Wahl zur Miss Universe im gleichen Jahr am 20. Juli in Long Beach (Kalifornien, USA) erreichte sie Platz 2 und erhielt den Titel Miss Photogenic.

## Filmografie
- 1956: Das Sonntagskind
- 1957: Das Kreuzverhör (The Tattered Dress)
- 1957: Träume von der Südsee
- 1957: Heute blau und morgen blau
- 1958: Rivalen der Manege
- 1958: Der Czardas-König
- 1963: Bezauberndes Fräulein (TV)